# Forze armate della Repubblica di Croazia
Le Forze Armate della Repubblica di Croazia (croato: Oružane snage Republike Hrvatske), si compongono di questi rami:
- Esercito croato (Hrvatska kopnena vojska)
- Marina militare croata (Hrvatska ratna mornarica)
- Aeronautica militare (Hrvatsko ratno zrakoplovstvo i protuzračna obrana)

Le Forze Armate sono costituiti da componenti di pace e di guerra.
Il comandante in capo di tutte le forze armate croate in pace e in guerra, è il Presidente della repubblica. Il Comandante in capo prescrive l'organizzazione delle forze armate croate su proposta del Capo di stato maggiore generale, con il consenso del Ministro della Difesa.